# Паоло Вілладжо
Паоло Вілладжо (італ. Paolo Villaggio; 30 грудня 1932, Генуя — 3 липня 2017, Рим) — італійський актор, письменник і режисер.
Серед провідних італійських коміків вирізняється парадоксальною та гротескною грою своїх персонажів : Професор Кранц, сором'язливий Джандоменіко Фракк'я, але, мабуть, найпопулярніший персонаж італійської комедії — «рабський» і покірний бухгалтер Уго Фантоцці. Як письменник, почав із книжки про Фантоцці, написав також сатиричні книжки.
Окрім комічних ролей («fantozziana»), знявся також і в драматичніших ролях у фільмах таких режисерів як Федеріко Фелліні, Ліна Вертмюллер, і Ерманно Ольмі.

## Біографія

### Початок
Народився в Генуї 30 грудня 1932 (велика частина біографій указує дату 31 грудня, а деякі просто — 1938 рік). Дитинство, затьмарене Другою світовою війною, проводить у бідності. Пізніше він скаже:
|  | У той період я сидів на дієті, спричиненій, однак, не бажанням краще виглядати, а бідністю |

Потім він учиться в ліцеї «Андреа Дорія» (для вболівальника це знак долі, бо Паоло Вілладжо завжди вболівав за клуб ФС «Сампдорія»). У цьому ж ліцеї навчалися такі відомі люди як політик Массімо Д'Алема, комік з «Ніколи не говори Гол» Марчелло Чезена, дует з телепрограми «Гієни» Лука й Паоло й колишній президент ФІАТ Паоло Фреско.
Після навчання він працював на різних посадах — від офіціанта до диктора на Бі-бі-сі, від актора кабаре до конферансьє на круїзних лайнерах (разом зі своїм другом Фабріціо Де Андре), від актора в театрі до клерка в фірмі Cosider (саме цей досвід надихнув Паоло Вілладжа на створення автобіографічного персонажа бухгалтера Уго Фантоцці, який згодом приніс йому величезну популярність).
Артистичний талант Вілладжо відкрив Мауріціо Костанцо, який у 1967 році порадив йому виступити в одному з римських кабаре. Звідти Паоло йде на телебачення, в програму «Недільні люди», в якій його «бойові коні», агресивні, підлі та боягузливі персонажі (Професор Кранц, Жандоменіко Фракк'я і Фанточчі, що став пізніше Фантоцці), яких він грав сам, дістали свою путівку в життя.

### Бухгалтер Уго Фантоцці
Міняючи телевізійну сцену на друкарську машинку, він публікує в тижневиках L'espresso і L'Europeo свої короткі оповідання, головним героєм яких стає бухгалтер Уго Фантоцці, людина безхарактерна, яку переслідують невдачі й «меганачальник» з «мегакомпанії», де й працює Фантоцці.
У 1971 р. видавництво Rizzoli опублікувало його книжку «Фантоцці», яка увібрала в себе ці короткі розповіді, і принесла Паоло Вілладжо міжнародну популярність. Успіх цих бестселерів (а їх він написав три книги, всі видані Rizzoli) дозволив йому з успіхом і чималим прибутком присвятити себе кіно.
Якщо бути точним, Вілладжо і раніше брав участь у створенні кінофільмів (наприклад, «Бранкалеоне у хрестових походах» Маріо Монічеллі, 1970 року), але тільки після знаменитого фільму «Фантоцці», режисера Лучано Сальче, він отримав визнання і на цьому терені. Їх було багато, дев'ять, де героєм став міфічний бухгалтер (ще один зняв Сальче, сім Нері Паренти, і один, останній, — Доменіко Саверні).
Завдяки великій популярності цих фільмів, мова середньостатистичного італійця поповнилася такими фразами як «У мене схрестилися пальці», «Ви такі гуманні!», Прикметниками «фантоцційський», вираз «а ля Фантоцці», яким характеризують життєві ситуації, які невдало почалися і ще гірше закінчилися.
Відомий жарт про фільм «Панцерник Потьомкін» мала такий резонанс, що ця кінострічка більше не демонструвалася на кінофорумах, що влаштовують компанії (на яких змушений був бути присутнім великий бухгалтер) і церковні парафії. Фантоцці зображує звичайного для сімдесятих років італійця, з середнього класу, що живе скромно (середня освіта, соціальне житло, робота дрібного клерка і т. д.), який перед камерою оголює тривоги та вади клерків: у будь-якому офісі, наприклад, є своя спокусниця, як «синьйорина Сільванія»; вимогливий начальник або колега-кар'єрист; багато хто, як і Фантоцці, їздили на малолітражних автомобілях, але, перш за все, всі ми часом думали, що нас переслідують одні невдачі.
Згідно з деякими джерелами, у 80-і роки актор повернувся до образу Фантоцці (починаючи з фільму «Фантоцці проти всіх») через потребу сплатити лікування свого сина в співтоваристві наркозалежних, яке заснував Віченцо Муччолі.
В останніх фільмах про Фантоцці, від «Фантоцці йде на пенсію» (1988 р.) до «Фантоцці потрапляє до раю» і «Фантоцці 2000, клонування», іронія часто супроводжується похмурим песимізмом, який нерідко виливається в справжні оди смерті та хвороби.

### Інші фільми
Вілладжо зіграв, правда, не завжди з успіхом, у безлічі кінокомедій, зображуючи персонажів, дуже схожих на Фантоцці. Іноді, залишаючи свої звичні образи, він співпрацював з грандами кіно, такими як: Федеріко Фелліні (1990 р. в «Голос Місяця» разом з Роберто Беніньї), Ліна Вертмюллер (1992 р. у фільмі «Чао, професор»), Ерманно Ольмі (1993 р. «Таємниця старого лісу», за однойменним романом Діно Будзаті), Маріо Монічеллі (1994 р. у фільмі «Дорогі друзі приятелі» і в незабутнього «Бронкалеоне у хрестових походах») і Габрієле Сальваторес (2000 р. «Зуби»).
У 1977 році він зіграв роль емігранта, що повертається до Італії у фільмі «… Прекрасна країна», наповненому гіркими викриттями італійської дійсності сімдесятих років, які злегка прикриті комічністю. Також Вілладжо виконав роль Жандоменіко Фрак'я, персонажа схожого на нещасного Фантоцці, в кінострічках «Фрак'я звір у людській подобі» (1981 р.) і «Фрак'я проти Дракули» (1985 р.).
Серед численних кінематографічних нагород, які отримав Паоло Вілладжо, варто згадати премію «Давид ді Донателло» завойовану у 1990 році, «Срібну стрічку» 1992 року і «Золотого лева» 1992-го за творчий шлях.
Всі ці роки, проте, він не перестає писати: регулярно, і з успіхом, публікує свої твори, помінявши в 1994 році видавця (від Rizzoli перейшов до Mondadori). У видавництві Mondadori він випускає книжки «Фантоцці прощається і йде» (1994—1995), «Життя, смерть та чуда за безцінь» (2002), «Сім грамів у сімдесят років» (2003) та «Я злий як скотина» (2004), щоб, повернувшись до Rizzoli, опублікувати у 2006 році «Привиди».

### Діяльність в театрі та на телебаченні
Ми всі його пам'ятаємо як кіноактора і письменника, але він був також і хорошим театральним актором: у постановці Джорджа Стрехлера він зіграв роль Гарпагона в комедії Мольєра «Скупий», а в театральному сезоні 2000—2001 виступав з автобіографічним монологом «Марення жалюгідного старого». Починаючи з 1996 року, разом з Массімо Больді, він веде сатиричний тележурнал «Новинна стрічка». Нещодавно він брав участь у телевізійному фільмі «Карабінери», де виконував роль Джованні, професора, що втратив пам'ять, який часто співпрацює з органами правопорядку в розкритті кримінальних справ.
З 2007 виступає на сцені з монологом «Прощальний вечір» на три дії:
- «Куріння вбиває», під впливом оповідання А. П. Чехова «Про шкоду тютюну»,
- «Життя з молотка» на основі «Лебединої пісні» того ж Чехова і
- «Остання наречена» за мотивами «Людини з квіткою в роті» Луїджі Піранделло. Переосмислені, в характерному стилі Вілладжо, тут сплавляються потужний драматизм і комічність.

### Автобіографія
Після виступу на сцені з автобіографічним монологом «Маячня жалюгідного старого», у 2002 році Вілладжо опублікував автобіографію під заголовком «Життя, смерть та дива за безцінь», де багато розповів про своїх батьків, дружину, брата (близнюка) і про сина. До цього він ніколи не любив говорити про свою сім'ю, а коли був змушений — завжди розважався тим, що водив слухача за ніс, розповідаючи повністю вигадані історії.
Одного разу, стара віщунка-астролог, яку Вілладжо зустрів у столиці, передбачила, що він помре 14 грудня 2002 у своєму білому домі біля моря. Однак, на наступний після цієї дати день, актор брав участь у передачі «Воскресіння в …», яку вела Мара Верньє.

### Політична діяльність
Вілладжо став кандидатом на виборах 1994 року від партії Lista Pannella у виборчому окрузі Генуя — Сан Фруттуозо. До цього був членом партії Пролетарська демократія, яка об'єднувала таких самих радикальних соціалістів, як і він сам.

### Смерть
Паоло Вілладжо помер о 6 годині ранку 3 липня 2017 року у віці 84 років в приватному будинку для літніх людей «Paideia» в Римі, де він був госпіталізований з початку червня через респіраторні ускладнення, пов'язані з діабетом.
Похорон відбувся 5 липня 2017 року в Каса-дель-кіно в Римі в присутності багатьох діячів шоубізнесу. Тіло було піддано кремації, а попіл був похований на кладовищі Сорі на околиці Генуї, з видом на море, поруч зі своїми батьками.

## Фільмографія

### Акторські роботи
- Їж це (1968)
- Жахливий інспектор (1969)
- Чотири з Пате Ностра (1969)
- Думай про тебе (1969)
- В ім'я батька (1969)
- Журавель у небі (1970)
- Бранкалеоне у хрестових походах (1970)
- Везе багатіям (1972)
- Незаможні холостяки в пошуках серцевих прихильностей (1972)
- Яке відношення ми маємо до революції? (1973)
- Не чіпайте білу жінку! (1974)
- Наведу порядок в Америці і повернуся (1974)
- Мазурка барона, свята діва і фігове дерево (1974)
- Дорогій мамі в день народження (1974)
- Фантоцці (1975)
- Під яким ти знаком? (1975)
- Синьйор Робінзон (1976)
- Ці дивні обставини (1976)
- Фантоцці другий трагічний (1976)
- Пані та панове, на добраніч! (1977)
- Куди ти вирушаєш у відпустку? (1977)
- Три тигра проти трьох тигрів (1977)
- Il Signor Robinson (1977)
- Io tigro, tu tigri, egli tigra (1978)
- Professor Kranz tedesco di Germania (1978)
- Доктор Джекілл і мила пані (1979)
- Артуро Де Фанті, банкір-невдаха (1980)
- Господарка готелю (1980)
- Mirandolina (1980)
- Фантоцці проти всіх (1980)
- Fracchia la belva umana (1981)
- Il turno (1981)
- Pappa e Ciccia (1982)
- Бонні і Клайд по-італійськи (1982)
- Sogni mostruosamente proibiti (1983)
- Фантоцці страждає знову (1983)
- A tu per tu (1984)
- Sogni e bisogni (1984)
- Superfantozzi (1985)
- I pompieri (1985)
- Fracchia contro Dracula (1985)
- Scuola di ladri (1986)
- Суперфантоцці (1986)
- Roba da ricchi (1987)
- Ріміні, Ріміні (1987)
- Scuola di ladri — seconda parte (1987)
- Missione eroica. I pompieri 2 (1987)
- Il volpone (1988)
- Фантоцці йде на пенсію (1988)
- Come è dura l'avventura (1988)
- Голоси Місяця (1989)
- Ho vinto la lotteria di Capodanno (1989)
- 1990 : Фантоцці бере реванш
- Le Comiche (1990)
- Io speriamo che me la cavo (1992)
- Le Comiche 2 (1992)
- 1993 : Таємниця старого лісу / (Il segreto del bosco vecchio) — полковник Себастяно Проколо
- 1993 : Фантоцці в раю
- Cari fottutissimi amici (1994)
- Le nuove comiche (1994)
- Сніжок (1995)
- Я не Спік Інгліш (1995)
- Офіціант (1995)
- Повернення Фантоцці (1996)
- Банзай (1997)
- Un bugiardo in Paradiso (1998)
- Per motivi di famiglia (1998)
- Фантоцці 2000: Клонування (1999)
- Синій (2000)
- Зуби (2000)
- Германо (2000)
- I promessi sposi (2001)
- Ханді (2001)
- San Giovanni — L'apocalisse (2002)
- Іноземці в Лігурії (2005)
- Газ (2005)
- Германо (2007)
- Я повертаюсь до життя на самоті (2008)
- Справа серця (2009)
- Створення 1000 євро (2009)

### ТБ і серіали
- 1968 Ті, неділі
- 1969 Цієї неділі, але без зобов'язань
- 1969 Убивця
- 1970 Лорд і леді
- 1975 Джандомерико Франччі
- 1983 Джемма Понтіні запуск характеру в Привіт Люди Коррадо
- 1985 Гранд Готель
- 1985 Мрії і потреби
- 1986 Велика трагедія П'ятниця
- 1987 Джемма Понтіні відродив характеру в змішувач Джованні Міноллі
- 1999 Ангел другого класу (Серіал)
- 2002 Апокаліпсис: Одкровення Івана Богослова (ТБ)
- 2004 Ренцо і Лючія (ТБ)
- 2007 На минуле Різдво
- 2008 Будинки, нарешті
- 2002—2008 Карабіньери(Поліцейські)(Серіал)
- 2009 Людина з кривим ротом

### Радіо
- 1967—1968 — Велика розмаїтість, Діно-Верде та Антоніо Амуррі, режисер Федеріко крові (поряд з Рафаелла Карра).
- 1968 — У суботу в селі.

### Актор: Грає сам себе
- 2001 — Mario Monicelli, l'artigiano di Viareggio
- 2002 — The Magic of Fellini
- 2004 — InvaXon — Alieni in Liguria
- 2006 — Adolfo Celi, un uomo per due culture
- 2006 — Towards the Moon with Fellini
- 2009 — L'uomo dalla bocca storta
- 2006—2010 — Quelli che … il calcio (TV series)

### Режисерські роботи
- 1980 — Фантоцці проти всіх

### Написав сценарії для фільмів
- 1974 — Фантоцці
- 1976 — Фантоцці Другий Трагічний
- 1980 — Фантоцці проти всіх
- 1983 — Фантоцці страждає знову
- 1986 — Суперфантоцці
- 1988 — Фантоцці йде на пенсію
- 1990 — Фантоцці бере реванш
- 1993 — Фантоцці в раю
- 1996 — Повернення Фантоцці
- 1999 — Фантоцці 2000: Клонування